# Переименованные населённые пункты Украины
Согласно принятому Верховной радой Украины в апреле и подписанному Президентом Украины в мае 2015 года закону «О запрете пропаганды коммунистического и национал-социалистического тоталитарных режимов», в течение 9 месяцев, то есть к началу 2016 года ряд населённых пунктов должен быть переименован. Переименование населённых пунктов Украины является частью общественно-политической кампании, именуемой декоммунизацией Украины.
В тексте ниже переименования, выполненные в 2016 г. согласно «законам о декоммунизации» (ЗД), выделены жирным шрифтом.

## Города
Города, являющиеся центром областей, выделены жирным курсивом.
Если год переименования снабжен знаком «(ЗД)», то само переименование выполнено в соответствии с законом о декоммунизации Украины.
- Авдеевка I и II → Авдеевка (Донецкая область)
- Александровская крепость → Александровск → 1921: Запорожье
- Алексеевка (1840) → 1857: Алексеево-Леоново → 1932: Чистяково → 1964: Торез → 2016 (ЗД): Чистяково (Донецкая область) — c 2014 г. под контролем ДНР
- Алексеево-Орловка (Ольховчик) → Катык → 1953: Шахтёрск (Донецкая область) — c 2014 г. под контролем ДНР
- Али-Агок → Скадовск (Херсонская область)
- Ананы (Анань) → Ананьево → Ананьев (Одесская область)
- Андрусевка → Андрушки → Андрушёвка (Житомирская область)
- Ассесорское → Пятая Рота → Привольное → Приволье (Луганская область)
- Балаклея → Новосерпухов → Балаклея (Харьковская область)
- Банное → Банно-Татьяновское → Банновское → 1964: Славяногорск → 2003: Святогорск (Донецкая область)
- Барвенковая Стенка → Барвенковая → Барвенково (Харьковская область)
- Бахмут → 1924: Артёмовск → 2016 (ЗД): Бахмут (Донецкая область)
- Бедрихов городок → Новодвор → Городок (Хмельницкая область)
- Беззаботовка (до 1861) → Изюмчик → 1870: Изюм → 1895: Алмазная (Луганская область)
- Белёвская Крепость → 1784: Константиноград → 1922: Красноград → 2024: Берестин (Харьковская область)[3]
- Белозёрка → Белозёрское (Донецкая область)
- Бельская → 1709: Старая Белая → 1797: Старобельск (Луганская область)
- Берендичев — Бердичев (Житомирская область)
- Берестки → Берестечко (Волынская область)
- Бирзула (1779) → 1935: Котовск → 2016 (ЗД): Подольск (Одесская область)
- Богуславль → Богуслав (Киевская область)
- Болехов Волашский → Болехов (Ивано-Франковская область)
- Борщов → Борщёв (Тернопольская область)
- Брянский Рудник → Брянка (Луганская область)
- Брянцевский Рудник (Брянцевка) → 1926: Рудник имени Карла Либкнехта → 1965: Карло-Либкнехтовск → 1991: Соледар (Донецкая область)
- Буговые Хуторы → Буговое → Ильичёвка → Ильичёвск → 2016 (ЗД): Черноморск (Одесская область)
- Бужеск → Бузк → Буск (Львовская область)
- Вараш → Кузнецовск → 2016 (ЗД): Вараш (Ровненская область)
- Василев → Васильков (Киевская область)
- Васильевка → Снежная → Снежное (Донецкая область)
- Васковцы → Вашковцы (Черновицкая область)
- Великий Токмак → 1963: Токмак (Запорожская область)
- Верхнедуванный → Суходольск (Луганская область)
- Верхостав → Зборов (Тернопольская область)
- Весёло-Ивановский Рудник (Рудник Фермиер) → Рудник имени Шварца → Жёлтая Река → 1957: Жёлтые Воды (Днепропетровская область)
- Винники → 1597: Жолква → 1951: Нестеров → Жолква (Львовской области)
- Витовтовая Таможня → Газикирман → Кизикермен → Берислав (Херсонская область)
- Вишня → Судовая Вишня (Львовская область)
- Владимир → Владимир-Волынск → Владимир-Волынский → 2021:Владимир (Волынская область)
- Возвягль → Звягель → 1795: Новоград-Волынск → Новоград-Волынский → 2022: Звягель (Житомирская область)
- Вознесеновка → Новониколаевка → Васильевка → Червоная Могила → Червоний Партизан → Червонопартизанск → 2016 (ЗД): Вознесеновка (Луганская область) — с 2014 г. под контролем ЛНР
- Волочище (1463) → Волочинск → Волочиск (Хмельницкая область)
- Волчьи Воды → Волчья → Волчанск (Харьковская область)
- Вошиво (1793) → 1923: Покровское → 1933: Апостолово → 1936: Косиорово → 1938: Апостолово (Днепропетровская область)
- Вручий → Овруч (Житомирская область)
- Выр → Белополье (Сумская область)
- Вышеград → Вышгород (Киевская область)
- Вышина → Гучок → Добромиль (Львовская область)
- Гальбштадт → Молочанск (Запорожская область)
- Гальшин → Айсин → Гайсин (Винницкая область)
- Голубовский Рудник → Голубовка → 1944: Кировск → 2016 (ЗД): Голубовка (Луганская область) — с 2014 г. под контролем ЛНР
- Горишние Плавни → Комсомольск (иначе: Комсомольск-на-Днепре) (1960) → 2016 (ЗД): Горишние Плавни (Полтавская область)
- Горско-Ивановский Рудник → Горское (Луганская область)
- Городище → Городище-Шевченковское → имени Г. Я. Петровского → Городище (Черкасская область)
- Городище-Будаевка → Боярка-Будаевка → Боярка (Киевская область)
- Городищенский Рудник → Рудник имени Коминтерна (1926) → 1938: Марганец (Днепропетровская область)
- Григорьевка → Новогригорьевка → 1806: Верхнеднепровск (Днепропетровская область)
- Гришино → 1934: Постышево → 1938: Красноармейское → Красноармейск → 2016 (ЗД): Покровск (Донецкая область)
- Гродовка → Новогродовка (Донецкая область)
- Грушка (Грушковская Сахароварня) (1840) → 1924: Ульяновка (1924) → 2016 (ЗД): Благовещенское (Кировоградская область)
- Дашев (1415) → 1492: Кара-Кермен → 1526: Ачи-Кале → 1792: Очаков (Николаевская область)
- Деражня (Воля) → Славутина → Славута (Хмельницкая область)
- Деркачи → Дергачи (Харьковская область)
- Димошин → Каменка-Струмиловская → 1944: Каменка-Бугская (Львовская область)
- Дмитриевское → 1925: Дмитриевск → 1931: Макеевка (Донецкая область)
- Домаха → Адамаха → 1776: Кальмиусская слобода → 1778: Павловск → 1779: Мариуполь → 1948: Жданов → 1989: Мариуполь (Донецкая область)
- Донецко-Амвросиевка → Амвросиевка (Донецкая область)
- Дубен → Дубно (Ровненская область)
- Дунайгород → Дунаевцы (Хмельницкая область)
- Дьяков Острог → 1662: Богодухов (Харьковская область)
- Екатериновка → Ровеньки (Луганская область)
- Екатериновский Рудник (Екатериновка) → Артёмовский Рудник → 1921: Артёмовск → 2016 (ЗД): Кипучее (Луганская область) — с 2014 г. под контролем ЛНР
- Екатеринослав → 1796: Новороссийск → 1802: Екатеринослав → 1926: Днепропетровск → 2016 (ЗД): Днепр
- Еленовские Карьеры → 1954: Докучаевск (Донецкая область) — с 2014 г. под контролем ДНР
- Еленовские Шахты (?) → Мануиловка + посёлок шахты Никанор → 1963: Зоринск (Луганская область)
- Енакиево → 1928: Рыково → 1937: Орджоникидзе → 1943: Енакиево (Донецкая область)
- Житомель → Житомир
- Журавка → Юрасовка → Хутор-Михайловский → 1962: Дружба → 2024: Хутор-Михайловский (Сумская область)
- Заболотов → Станиславов → Станислав → 1962: Ивано-Франковск
- Змиёв → 1976: Готвальд → 1990: Змиёв (Харьковская область)
- Иван → Иржищев → Ржищев (Киевская область)
- Издебник → Стебник (Львовская область)
- Заслав → Изяслав (Хмельницкая область)
- Захарьевка → 1933: Фрунзовка → 2016 (ЗД): Захарьевка (Одесская область)
- Ирминский Рудник → Ирмино → Теплогорск → 2010: Ирмино (Луганская область)
- Искоростень → Искорость → Коростень (Житомирская область)
- Кадиевка → с 1894 до 1937: Серго → 1943: Кадиевка → 1978: Стаханов → 2016 (ЗД): Кадиевка (Луганская область) — с 2014 г. под контролем ЛНР
- Каменец-Подольск → Каменец → Каменец-Подольск → Каменец-Подольский (Хмельницкая область)
- Каменка → Каменка-Шевченковская → Каменка (Черкасская область)
- Каменный Затон → Каменка → Малая Знаменка → Каменка → Каменка-на-Днепре → Каменка-Днепровская (Запорожская область)
- Каменское → 1936: Днепродзержинск → 2016 (ЗД): Каменское (Днепропетровская область)
- Камень → Камень-Каширск → Камень-Каширский (Волынская область)
- Каракубстрой → 1949: Комсомольское → 2016 (ЗД): Кальмиусское (Донецкая область) — с 2014 г. под контролем ДНР
- Кефалевка (Казанка) → Шевченково → Долинская (Кировоградская область)
- Ключевое → 1950: Новая Каховка (Херсонская область)
- Княжья Лука → 1497: Карачева Пустошь → 1579: Шаргород → 1672: Кучук-Стамбул («Малый Стамбул» — в период 27-летнего турецкого господства) → 1699: Шаргород (Винницкая область)
- Ковле → Ковель (Волынская область)
- Колищенцы → Константинов → Староконстантинов (Хмельницкая область)
- Комаровка → Пивденное (Харьковская область)
- Констанстиновка-2 → 1980: Южноукраинск → 2024:Пивденноукраинск (Николаевская область)
- Коржовка → Сновск → 1935: Щорс → 2016 (ЗД): Сновск (Черниговская область)
- Корсунь → 1929: Корсунь-Шевченковский (Черкасская область)
- Корческ → Корец (Ровненская область)
- Коцюбеев → Качибей → Хаджибей → Ени-Дунья (крепость) → 1795: Одесса
- Краматорская (станция) → Краматорск (Донецкая область)
- Крестовка → Новая Крестовка → 1958: Кировское → 2016 (ЗД): Крестовка (Донецкая область) — с 2014 г. под контролем ДНР
- Криндачёвка → 1929: Красный Луч → 2016 (ЗД): Хрустальный (Луганская область) — с 2014 г. под контролем ЛНР
- Кристинополь → 1951: Червоноград → 2024: Шептицкий
- Кузнецовск → 2016 (ЗД): Вараш (Ровненская область)
- Купянка → Купянск (Харьковская область)
- Курахововгрэсстрой → Кураховгрэс → Кураховстрой → Курахово (Донецкая область)
- Кутур-Оглы → 1830: Ново-Ногайск → Берды → 1842: Бердянск → 1939: Осипенко → 1958: Бердянск (Запорожская область)
- Куцая Балка → Семёновка → Новопавловка → Новый Буг (Николаевская область)
- Лесовка → 1963: Украинск (Донецкая область)
- Лиман → 1938: Красный Лиман → 2016 (ЗД): Лиман (Донецкая область)
- Липованское → Вилков → Вилково (Одесская область)
- Лисичья Балка → Лисичанск (Луганская область)
- Лисхимстрой → Светлоград → Северодонецк → 2024 (ЗД): Северскодонецк (Луганская область)
- Лихачёво → 1952: Первомайский → 2024: Златополь (Харьковская область)
- Лтава → 1430: Полтава
- Лубно → Лубны (Полтавская область)
- Лукавица → Кухмистровщина → Обухов (Киевская область)
- Луганский завод → 1795: Луганское → 1882: Луганск → 1938: Ворошиловград → 1958: Луганск → 1970: Ворошиловград → 1989: Луганск
- Луческ → Луцк
- Львов → 1772: Лемберг → 1918: Львув → 1939: Львов → 1941: Лемберг → 1944: Львов
- Любомировка → 1905: Верховцево (Днепропетровская область)
- Матвеевка (1770) → 1779: Луганская → 1784: Павлоград (Днепропетровская область)
- Миров → Немиров (Винницкая область)
- Мическ → Мицко → Радомысль → Радомышль (Житомирская область)
- Могилёв → Могилёв-Днестровский → Могилёв-Подольский (Винницкая область)
- Монастырищи → Монастырище (Черкасская область)
- Мосты → Мосты Великие → Великие Мосты (Львовская область)
- Нелеповский Рудник (Нелеповка) (1894) → 1921: Артёмовский Рудник → имени Артёма → Артёмово → 2016 (ЗД): Зализное (Железное) (Донецкая область)
- Никитин Рог → Никитино → 1782: Никополь (Днепропетровская область)
- Новая Самарь → Самарчик → Новоселица → 1784: Новомосковск → 2024: Самарь (Днепропетровская область)[3]
- Новгородсеверск → Новгород-Северский (Черниговская область)
- Ново-Ждановка → 1966: Рудник Жданов → 1966: Ждановка — с 2014 г. под контролем ДНР
- Мелитополь → Новоалександровка → 1841: Мелитополь (Запорожская область)
- Новая Сычаевка → 1978: Южный → 2024: Пивденное (Одесская область)
- Новое Село → Килия (Одесская область)
- Новодружеское → Новодружеск (Луганская область)
- Новониколаевская → Будённовка → Новоазовское → Новоазовск (Донецкая область)
- Новый Донбасс (с 1927 это посёлок шахты № 18 «Американка» → посёлок шахты № 18 им. Сталина) → 1962: Снежное (часть) (Донецкая область)
- Новый Донбасс (до 1937 — Рудник Гродовский) → + 1957: Новоэкономическое → 1972: Димитров → 2016 (ЗД): Мирноград (Донецкая область)
- Ногайск → 1964: Приморское → 1967: Приморск (Запорожская область)
- Носов-на-Руде → Носовка (Черниговская область)
- Орлик → 1770: Екатерининский Шанец → 1781: Ольвиополь → 1920: Первомайск → 2016 (ЗД): хx (Николаевская область)
- Павловск → 1780: Мариуполь → 1948: Жданов → 1989: Мариуполь (Донецкая область)
- Павлово (1769) → 1813: Павловск → Новопавловск → Павловск → 1902: Новоукраинка (Кировоградская область)
- Переяславль → Переяслав → 1943: Переяслав-Хмельницкий → 2019: Переяслав (Киевская область)
- Петро-Марьевка (1795) → Петромарьевский Рудник → Первомайский Рудник → Первомайск (Луганская область) → 2016 (ЗД): Сокологорск (Луганская область) — с 2014 г. под контролем ЛНР
- Петрово-Красноселье (1895) → 1963: Петровское (часть) → 2016 (ЗД): Петрово-Красноселье (Луганская область) — с 2014 г. под контролем ЛНР
- Линцы → Ильинцы (Винницкая область)
- Погонич → Новый Самбор → Самбор (Львовская область)
- Покровские копи (1886) → Рудник имени Орджоникидзе → 1956: Орджоникидзе → 2016 (ЗД): Покров (Днепропетровская область)
- Пологи → Чубаревка → Пологи (Запорожская область)
- Полонный → Полонное (Хмельницкая область)
- Полтавка → 1928: Баштанка (Николаевская область)
- Попасная → имени Кагановича → Попасная (Луганская область)
- Посёлок завода ДЮМО (1896) → 1925: Ворошиловск → 1961: Коммунарск → 1991: Алчевск (Луганская область)
- Посёлок завода «Русско-Краска» → Красный Прапор → Рубежное (Луганская область)
- Посёлок Запорожское ГРЭС → Энергодар (Запорожская область)
- Посёлок Крымской АЭС → Щёлкино (Крым)
- Посёлок Одесской АТЭЦ → Теплодар (Одесская область)
- Посёлок Углегорской ГРЭС → Светлодарское → Светлодарск (Донецкая область)
- Посёлок Шмидтовского завода → Посёлок Лутугинского завода → Лутугино (Луганская область)
- Посёлок Штеровского динамитного завода → Посёлок Штеровского завода имени Петровского → Штеровский → 1963: Петровское (часть) → 2016 (ЗД): Петрово-Красноселье (Луганская область) — с 2014 г. под контролем ЛНР
- Посёлок Южно-Украинской АЭС → Южноукраинск (Николаевская область)
- Прилук → Прилуки (Черниговская область)
- Проскыров → Проскуров → 1954: Хмельницкий
- Пятихатка → Пятихатки (Днепропетровская область)
- Радзивилов → 1918: Радзивиллув → 1940: Червоноармейск → 1993: Радивилов (Ровненская область)
- Рахово → Рахов (Закарпатская область)
- Ров → 1537: Бар (Винницкая область)
- Ромен → Ромны (Сумская область)
- Рудник Бунге (1908) → 1924: Рудник имени Юных Коммунаров (Юнком) → имени Юных Коммунаров → 1965: Юнокоммунаровск → 2016(ЗД): Бунге (Донецкая область) — с 2014 г. под контролем ДНР
- Рудник Донецкого Общества (Евгеньевский Рудник) → Рудник имени Чубаря → Ингулец → Кривой Рог (Ингулецкий район) (Днепропетровская область)
- Рудник «Золотой» → Золотое (Луганская область)
- Рудник Красельщика → Посёлок шахты № 13 → Боково-Антрацит → 1962: Антрацит (Луганская область)
- Рудник «Хрустальный Антрацит» →  1938: Посёлок шахты № 12 →1954: Вахрушево → 2016 (ЗД): Боково-Хрустальное (Луганская область) — с 2014 г. под контролем ЛНР
- Ружиямполь → Устилуг (Волынская область)
- Самбор → Старый Самбор (Львовская область)
- Сарна → Охрамово → Сарны (Ровенская область)
- Сватова Лучка → Новоекатеринослав → Сватова Лучка → 1923: Сватово (Луганская область)
- Святогорский Рудник → Красноармейский Рудник → Доброполье (Донецкая область)
- Крепость Святой Елисаветы (1754) → 1775: Елисаветград → 1924: Зиновьевск → 1934: Кирово → 1939: Кировоград → 2016 (ЗД): Кропивницкий
- Севлюш → 1946: Виноградов (Закарпатская область)
- Секуряны → Сокиряны (Черновицкая область)
- Селезнёвский Рудник (1889) → 1924: Рудник имени Парижской Коммуны (Паркоммуны) → 1938: Паркоммуна (Парижская Коммуна) → 1964: Перевальск (Луганская область)
- Селидовка → Селидово (Донецкая область)
- Селище → Борзна (Черниговская область)
- Семёново → Семёновка (Черниговская область)
- Синельниковое → Синельниково (Днепропетровская область) → им. тов. Хатаевича (1930-е) → Синельниково
- Смил → Измаил → 1812: Тучков → 1856: Измаил (Одесская область)
- Соколы → Вознесенск (Николаевская область)
- Сорокино (конец XIX в.) → 1913: Сорокинский Рудник → 1938: Краснодон → 2016 (ЗД): Сорокино (Луганская область) — с 2014 г. под контролем ЛНР
- Софиевка → 1935: Красноармейское → Червоноармейское → 1966: Вольнянск (Запорожская область)
- Соцгородок (1938) → 1958: Горняк (Донецкая область)
- Сталинка (1928) → 1962: Червонозаводское → 2016 (ЗД): Заводское (Полтавская область)
- Стрятин → 1949: Стратин (Ивано-Франковская область)
- Табурище → 1961: Хрущёв → 1962: КремГЭС → 1969: Светловодск (Кировоградская область)
- Тарнополь → 1944: Тернополь
- Татар-Пунар → Татарбунары (Одесская область)
- Тень (1895) → Петровка → 1901: Гребёнка → Гребёнковский → Гребёнка (Полтавская область)
- Тира (на том же месте в 502 г. до н. э.: Офиусса) → Альба Юлия → 910: Белгород → Ак-Либо → Чаган-Балгасун → XIV век: Монкастро → Четабя-Албе → 1503: Аккерман → 1918: Четабя-Албе → 1940: Аккерман → 1941: Четатя-Албэ → 1944: Белгород-Днестровский (Одесская область)
- Толмач → Тлумач (Ивано-Франковская область)
- Тор (1645) → Тоское → 1784: Словенск → 1794: Славянск (Донецкая область)
- Трембовля → Теребовля
- Тресяги → Новомиргород (Кировоградская область)
- Тясмино → Смела (Черкасская область)
- Тячево → Тячев (Закарпатская область)
- Удеч → Удечёв → Зудечёв → Жидачов (Львовская область)
- Узеница (1590) → 1773: Тремберщина → 1780-90гг.: Узин (Киевская область)
- Уненеж → Нежин (Черниговская область)
- Усть-Азовск → Геническ (Херсонская область)
- Усовка (1746) → 1754: Беча (Бечея) → 1784: Александрийск → Александрия (Кировоградская область)
- Фёдоровка → Новая Одесса (Николаевская область)
- Хацапетовка → 1958: Углегорск (Донецкая область)
- Хвастов → Фастов (Киевская область)
- Ходоро-Став → Ходоров (Львовская область)
- Христиногород → Христиновка (Черкасская область)
- Цюрупинск → 2016 (ЗД): Алёшки (Херсонская область)
- Черкасский Брод → 1764: Черкасское → 1961: Зимогорье (Луганская область)
- Черновицы → 1944: Черновцы
- Чертолесы → 1578: Пулины → 1935: Червоноармейск → 2016 (ЗД): Пулины (Житомирская область)
- Шахтёрское → Першотравневое → Першотравенск → Шахтёрское (Днепропетровская область)
- Шахтинское → Ватутино → Багачеве (Черкасская область)
- Шишковцы → Новоселица → 1923: Штергрэс (Новопавловка) → 1965: Миусинск (Луганская область)
- Шумск → Шумское → Шумск (Тернопольская область)
- Щербиновка → Щербиновский Рудник → 1938: Дзержинск → 2016 (ЗД): Торецк (Донецкая область)
- Юзовка → 1924: Сталино → 1961: Донецк
- Юрьев (Гюргев) → 1115: Белая Церковь (Киевская область)
- Юсуповский Рудник → Свердловский Рудник → Шарапкино → 1938: Свердловск → 2016 (ЗД): Должанск (Луганская область) — с 2014 г. под контролем ЛНР
- Яковлевский (1781) → Яковлевск → Дружковка (Донецкая область)
- Яма → 1973: Северск (Донецкая область)
- Яремча → 2006: Яремче (Ивано-Франковская область)
- Ясиноватое → Ясиноватая (Донецкая область)

Ожидаемые возможные переименования других городов в 2024 г.
- Бровары
- Павлоград
- Первомайск
- Первомайск

## Посёлки

### ПгтВинницкой области
- Новый и Старый Дашев → Дашев
- Краснополье → Кирнасовка
- Новогород → Копайгород
- Песчаная → Песчанка
- Смелгород → Теплик
- Адамгород → Тростянец
- Скиндерполь → Черновцы
- Старо-Хрестище → Батрацкое → Миролюбовка
- Юстиновка → Козловка
- Розузчечельницкое → Ольгополь
- Разбойное → Черномин

### ПгтВолынской области
- Колк → Колки
- Луковое → Мацеев → Луков
- Мусин → Марьяновка
- Оличи → Олича → Олицы → Олика
- Ратно → Ратов → Ратынь → Ратное
- Будки-Губинские → Сенкевичевка
- Старая Выжва → Старая Выжевка
- Ратнев — Ратнов

### ПгтДнепропетровская область
- Эрастовка → Вишнёвое
- Покровский Рудник → Покровские Колонки → Рудник имени Раковского → имени Кагановича → Горняцкое
- Демурино и Стасово → Демурино
- Ивановка → Илларионово
- Обуховка → Кировское
- Омельник → Лыховка
- Григорьевка (Новославянка и Каменка) → Межевая
- Мелиоративный → Мелиоративное
- Великое Серомашино → Козельское → Николаевка
- Шамшово → Новопокровка
- Кильмансталь → Письменное
- Покровская → Покровское
- Славгородка (или Жебуновка) → Славгород
- Энгельгардовка → Солоненькое → Солоное
- Царичанка → Алексополь → Царичанка
- Чернышёвка → Червоногригорьевка
- Божедаровка → Щорск

### ПгтДонецкой области
- Карань (Тельм) → Андреевка
- Быковка → Ждановка → Мазановка (Сухановка и Хомычёвка) → Андреевка
- Беленькая → Беленькое
- Бражин → Бражино
- Великий Янисоль → Великая Новосёлка
- Скотоватая → Верхнеторецкое
- Осино-Ольховка → Ольховка
- Посёлок шахты «Водяная» № 1 → Водянское
- Капани → Посёлок керамзавода имени Войкова → Войковский→ 2016: Копани
- Гладкий → Староникольское → Никольское → Володарское→ 2016: Никольское
- Рудник «Донецкий Антрацит» → Посёлок шахты № 1 → Горняцкое
- Доломитная Гольма → Гольмовский
- Зорянский → Грузско-Зорянка → Грузско-Зорянское
- Дробышевая → Дробышево
- Желанная → Желанное
- Посёлок шахт «Ремовская-Восточная» и «Закарпатская-Комсомольская» → Залесное
- Софиевский Рудник → Софиевка → Рудник имени Карла Маркса → имени Карла Маркса → Карло-Марксово → 2016: Софиевка— на 30.3.2016 под контролем ДНР
- Керамзавод → Керамик
- Северный Рудник → имени Кирова → Кировое → Кирово→  2016: Верезамское
- Поповка → имени Кирова → Кировск
- Посёлок Великоанадольского лесничества → Комсомольский→  2016: Графское
- Посёлок шахты «Контарная» № 2 → Контарное
- Пятнадцатая Рота → Луганское
- Мангуш → Першотравневое → Мангуш
- Макеевка → Маяк
- Посёлок шахты № 3-Бис → Межевое
- Посёлок Каранского карьероуправления → Каранский Каменный Карьер → Мирное
- Нью-Йорк → Новгородское   → 2021: Нью-Йорк
- Посёлок Цементного завода → Новоамвросиевское
- Караково → Новоэкономическое
- Заболочанский → Новосёловка
- Алексеевка и Дружковка (Паршаковка) → Алексеево-Дружковка
- Кременная → Александровка
- Бахметьево → Александровка
- Рудник ДонЮРГО → Посёлок шахты № 3 → Пелагеевка
- Рудник Кольберга → Первомайский
- Посёлок шахты «Холодная Балка» → Пролетарское  → 2016: Пятиполье — на 30.3.2016 под контролем ДНР
- Рассыпная → Рассыпное
- Сартана → 1938: Приморское → 1990: Сартана
- Штепино → Святогоровка
- Сердитая → Сердитое
- Посёлок шахт № 32/33 и 33-Бис → Северное
- Кривая Коса → имени Седова → Седово
- Стожковский → Стожковское
- Бешево → Старобешево
- Остгейм → Тельманово → 2016: Бойковское
- Подземгаз → Цукурино
- Черкасская → Черкасское
- Посёлок шахты № 35-35-Бис → Шахтное
- Рудник Лысая Гора → Посёлок шахты № 19-20 → Рудник имени Шевченко → имени Шевченко → Шевченко
- Циркон → Донское (Волновахский район)
- Крестовка → Кировск (Краснолиманский район) → 2016: Заречное
- Свердлово → 2016: Холодное — на 30.3.2016 под контролем ДНР
- Красный Октябрь (Макеевский городской совет) → 2016: Липское — на 30.3.2016 под контролем ДНР
- Ленинское (Торецкий городской совет) → Пивденное  — на 30.3.2016 под контролем ДНР (частично)

### ПгтЖитомирской области
- Александрополь → Горошки → Кутузово → Володарск → Володарск-Волынский → Хорошев
- Романов → Дзержинск → Романов
- Довбыш → Мархлевск → Довбыш
- Межиречка → Эмельчино → Емильчино
- Янушполь → Иванополь
- Любартов → Любар
- Сапогово → Новый Мирополь → Мирополь
- Белокоровичи → Новые Белокоровичи
- Токаровка → Першотравенск
- Полянки → Полянка
- Щербов → Ружин
- Пулины → Червоноармейск → Пулины

### ПгтЗакарпатской области
- Батево → Узловое → Батево
- Ныртелек → Уйлок → Вуйлок → Вылок
- Шопурская Поляна → Дьертелитет → Кобылецкая Поляна
- Воловое → Межгирья
- Слатина → Акнаслатина → Мраморожское Солотвино → Слатински → Доли → Солотвина → Солотвино
- Золява Сент.-Миклош → Чинадиево

### ПгтЗапорожской области
- Петровка → Петровское → Балабино
- Гуляй-Поле (железнодорожная станция) → 20-летия Октября → 1960: Зализничное
- Янцевский Карьер → Каменный → Каменное
- Камыш (и Заря) → Камыш-Заря
- Павловка → Камышеватка → Камышеваха
- Каменка → Бильманка → Цареконстантиновка → Куйбышево→ 2016:  Бельмак →  2021: Каменка
- Кошегумовка → Великая Екатериновка → Кушугум
- Краснокутовка → Малая Екатериновка → Малоекатериновка
- Абазина → Левшино → Михайловка
- Апанлы → Нововасильевка-Васильевка
- Белозёрка → Ивановка → Скадовка → Малая Белозёрка
- Кочерыжки → Новониколаевка
- Шуют-Джурет → Покровка → Покровка Вторая → Приазовское
- Розенберг → Розовка
- Сухоивановское → Степногорск
- Гайчур → Терноватое
- Азберда → Акимовка
- Новоменталь, [Новомунталь или Ней-Мунталь](1943 г. Михайловский р-н) → Переможное
- Гончариха → Воскресенка → 1934: г. Чапаевка (Пологовский район)→ 2016: Воскресенка

### ПгтИвано-Франковской области
- Межиречье → Богородчаны
- Жабье → Верховина
- Чешибесы → Езуполь → Жовтень → Езуполь
- Мочарместо → Лысец
- Подмертин → Подмартин → Неголтов → Обертын
- Вотнина → Отения → Балабанов (или Корсаков) → Отыня → Отыния
- Краснополь → Краснополе → Солотвин
- Вэлдиж → Шевченково (Долинский р-н)

### ПгтКиевской области
- Баруч → Борисовка → Барышёвское → Барышёво → Барышевка
- Козятичи → Бородянка
- Володаров → Володарка
- Гостомль → Гостомель
- Гребенники → Угребенники → Гребёнки
- Иванов → Иванков
- Васильков Первый → Калиновка
- Клавдиево (и Тарасово) → Клавдиево-Тарасово
- Берковец → имени Коцюбинского → Коцюбинское
- Воронино → Вороница → Макаров
- Шевченково → Немешаево
- Хабное → Кагановичи Первые → Полесское

### ПгтКировоградская область
- Маслово → Ольшанка
- Голованевский Ключ → Голованёвск
- Ревуцкое → Добровеличковка
- Михайловка → Елизаветградка
- Знаменка → Знаменка Вторая
- Петриковка → Новая Прага
- Куцовка → Новгородка
- Архангельский город → Архангелогород → Новоархангельск
- Бутовка → Павлыш

### ПгтЛуганской области
- Криничное → Бирюково
- Нижняя Краснянка → Великий Лог
- Осипенко → Осиповка → Верхний Нагольчик
- Рудник Московского Общества → Рудник имени Володарского → Володарск→ 2016: Медвежье
- Хущеватое → Врубовка
- Шахта «Надежда» → Шахта имени Ворошилова → Ворошиловский → Врубовское → Врубовский
- Коноплянка → Георгиевка
- Любимовский Рудник → Дзержинский Рудник → Дзержинский→ 2016: Любимовка
- Каменоватый Рудник → Петроградско-Донецкий Рудник → Петроградско-Донецкое → Петро-Донецкий → Донецкий
- Посёлок шахт № 3 и 4 «Нагольчанские» № 26 «Дружба» и имени Чапаева → Дубовский
- Рудник Татарова → Посёлок шахты имени Энгельса → Энгельсово→ 2016: Буран
- Евдокиевка → Есауловка
- Посёлок шахты № 153 → Запорожье
- Изваринский Рудник → Изварино
- Тринадцатая Рота → Калиново
- Кондрючий → Калининский→ 2016: Кундрючее
- Каменно-Миллерово → Каменное
- Рудник «Центросоюз» → Посёлок шахты № 5/6 → № 5/6 → Комсомольский→ 2016: Дубовое
- Екатеринодонский Рудник → Екатеринодон → Краснодон→ 2016: Сорокино
- Кабанье → Краснореченское
- Посёлки шахт Шварева, Гофмана, Либергера, Шполянского № 25-Бис и № 53 → Рудник Шваров-Шполянский → Посёлок Шахты № 22/53 → Крепенский
- Посёлок шахты № 9 имени Ленина → Ленинское
- Александровка → Лозно-Александровка
- Ивановский Рудник → Рудник Густав → Рудник имени Лотикова → Лотиково
- Новоалексеевка → Малорязанцево
- Посёлок шахты № 12 → Мирное
- Михайловский Рудник → Посёлок шахты № 30/35 → Михайловка
- Меловой → Меловое
- Дарьевка → Новодарьевка
- Теплянский (и Проциково) → Новоалександровка
- Закаменка → Новопсков
- Караяшник → Петровка → 2016: Петропавловка (Станично-Луганский район)
- Картушино → Пролетарский
- Посёлок Шахты № 2 «Северная» → Северный
- Подгорное → Донецк → Славяносербск
- Штеровский Рудник → Посёлок Шахты № 10 → Софиевский
- Луганская → Косиорово → Станично-Луганское → 2007: Станица Луганская
- Тошковский Рудник → Тошковка
- Кальновка → Новотроицкая → Троицкая (и Цыгановка) → Троицкое
- Урало-Кавказский Рудник → Урало-Кавказ
- Ольховая → Успенка
- Новосёловка → Сентяновка → Фрунзе→ 2016: Сентяновка
- Криничанский → Красногвардейский → Червоногвардейское→ 2016: Криничанское
- Рудник Московской Управы → Посёлок Шахты № 28/32 → Щётово
- Щегловка → Юрьевка
- Лобовский → Лобовские Копи → Посёлок шахты № 33/37 → Ясеновский
- Червоноармейское → 2016: Стукалово (Белокуракинский район)
- Комсомольский → 2016: Чернолесье (Сватовский район)
- Радгоспный → 2016: Гайдомацкое (Новопсковский район)
- Юбилейное → 2016: Катериновка (Луганский городской совет)

### ПгтЛьвовской области
- Любин → Любень-Великий → Великий Любень → Великий Любинь
- Синевидско-Вижнее → Верхнее Синевидное
- Янов → Ивана Франка → Ивано-Франково
- Ярычев → Ярычев-Новый → Новый Ярычев
- Раздол → Роздол
- Рушин → Рудне
- Славское → Славско

### ПгтНиколаевской области
- Гайдамацкое → Литовское → Молдавское → Гарбузинка → Арбузинка
- Александерфельд → Суворово → Тилигуло-Березанка → Березанка
- Веселиново → Александровка → Веселиново
- Гороховка → Воскресенск → Воскресенское
- Большая Врадиевка → Врадиевка
- Гнилой Еланец → Новомосковское → Новомосковск → Еланец
- Казанское → Казанка
- Колосовка → Кудрявцевка
- Солдатская → Ново-Егоровка
- Натягайловка — Вознесенск
- Болгарка — Вознесенск
- Ахмечетка — Прибужье

### ПгтОдесской области
- Александергильф (Alexanderhilf) → Алексеевка → Доброалександровка
- Ананталь → Новые Беляры
- Антоно-Кодинцево → Коминтерновское → 2016: Доброслав
- Арнаутовка → Александровка
- Богуславка → Михайловка → Гросулово → Великая Михайловка
- Бугаз → Затока
- Буджак → Сарата
- Гасана (Гасан-Аспага) → Першотравневое
- Гофнунгсталь → Цебриково
- Гросс-Либенталь (Gross Liebental) → Большой Либенталь → Мариинское → Великая Акаржа → Большая Долина → Великодолинское
- Гильдендорф → Красносёлка
- Дулукиой → Богатое
- Захаровка → Фрунзовка → 2016 (ЗД): Захарьевка
- Зельц → Успенская → Зельц → Лиманское
- Йозефсталь (Josefstal) → Иосифовка → Иосиповка
- Кляйн-Либенталь (Klein Liebental) → Малый Либенталь → Малая Аккаржа → Ксениевка → Малая Долина → Малодолинское
- Код-Китай → Островное
- Красные Окны → 2016 (ЗД): Окны (Одесская область)
- Ляйпциг → Серпнёво
- Люстдорф → Ольгино → Черноморка → Люстдорф (ныне в пределах г. Одессы)
- Малая Барановка → Яновка → Ивановка
- Мариенталь → Георгиевка →  Марьяновка
- Нойбург (Neuburg) → Новоградовка
- Окна → (1921) Красные Окна → 2016 (ЗД): Окны
- Петерсталь (Peterstal) → Петровка → Петродолинское
- Саврань → Кинецполе (Конецполь) → Усть-Саврань → Саврань
- Ташбунар → Каменка
- Фройденталь (Freudental) → Николаевка → Мирное
- Францфельд (Franzfeld) → Караголь → Михайловка → Надлиманское
- Хаджи-Дере → Овидиополь
- Шикирликитай → Суворово
- Чумлекиой → Виноградовка
- Чийшия → Огородное (Городнее)
- Персиановка → Евгеновка
- Михай → Червоное
- Арса → Евгеновка
- Дюльмень → Яровое
- Анчокрак → Ней-Тарутино → Новое Тарутино (Тарутино)
- Иозефедорф → Плачинда
- Гандрабуры → ЗвеЗДа (?)
- Кубей → Червоноармейское → 2016 (ЗД): Кубей

### ПгтПолтавской области
- Павловка → Артёмовская Сахароварня → Артёмовка
- Богачка → Великая Богачка
- Городище → Градижск
- Камышно → Камышня

### ПгтРовненской области
- Андреев → Бережёнка → Бережное → Березно → Березна → Березное
- Демидов → Демидовка
- Погост → Погост-Заречный → Заречное
- Полицы → Новая Рафалёвка → Рафалёвка
- Охотниково → Ракитное
- Кеннеберг → Смыга
- Людвиполь → Сосновое

### ПгтСумской области
- Писаревка → Великая Писаревка
- Николаевка-Воровская → Жовтневое
- Знобь → Знобь-Новгородское
- Низ → Низы
- Хочунь → Хотень
- Эсмань → Лужки → Червоное
- Рудник Фунтопуло и Транше → Рудник имени Чубаря → Ленинское → Шалыгино
- Клин → Ямполь
- Хутор - Михайловский → Дружба

### ПгтТернопольской области
- Борек → Борки → Бирки → Бирки-Великие → Великие Борки
- Зелёная → Дружба
- Липники → Заводское
- Заложцы → Залозцы
- Загайполе → Золотой Поток
- Мельница → Мельница-над-Днестром → Мельница-Подольская
- Микулин → Микулинцы
- Скала → Скала-над-Збручом → Скала-Подольская
- Усятин → Всятин → Гусятин
- Тлустое → Толстое

### ПгтХарьковской области
- Андреевы Лозы → Андреевка → Новоборисоглебск → Андреевка (Балаклейский район)
- Близнецы-1 и Близнецы-2 →  Близнюки-1 и Близнюки-2 → Близнюки (Близнюковский район)
- Введенское → Введенка (Чугуевский район)
- Съездки → Зидьки (Змиёвский район)
- Доброивановка и Егоровка → Кегичёвка (Кегичёвский район)
- Грузское → Константиновка (Краснокутский район)
- Красный Кут → Краснокутск (Краснокутский район)
- Новая Покровка → Новопокровское → Новопокровка (Чугуевский район)
- Ольшанка → Ольшаны (Дергачёвский район)
- Лозовая-Азовская → Панютино (Лозовский городской совет)
- Печенеги → Новобелгород → Печенеги (Печенежский район)
- Покотиловка и Карачёвка → Покотиловка (Харьковский район)
- Приколотный → Приколотное (Великобурлукский район)
- Новосергеевка → Прудянка (Дергачёвский район)
- Егоровка → Новая Егоровка → Комсомольский → Комсомольское → Слобожанское (Змиёвский район)
- Цыглеровка-Шляховое → Чапаево → Слобожанское (Кегичёвский район)
- Синолицевка → Солоницевка (Дергачёвский район)
- Булацеловка → Шевченково (Шевченковский район)
- Рождественский → Электрическая станция Харьковского района → Эсхар (Чугуевский район)

### ПгтХерсонской области
- Цюрупинск→ Пойма
- Арнаутка → Камышаны
- Борозна → Архангельское
- Британы → Днепряны
- Великая → Маячка → Новая Маячка
- Великая Сейдеминуха → Калининдорф → Калининское→ Калиновское
- Зелёные Хутора → Зеленовка
- Казённое → Верхний Рогачик
- Каракуи → РиЗДвянка → РиЗДвянское → Сивашское
- Кривой Рог → Понтусеевка
- Кронау → Высокополье
- Николаевка → Нововоронцовка
- Новоалександровка → Великая Александровка
- Рыково → Партизаны
- Сергеевка → Новоалексеевка → Лазурное
- Сарабулат → Новотроицкое
- Чапли → Аскания Нова

### ПгтХмельницкой области
- Голодьки → Антонины
- Базилия → Базалия
- Ляховцы → Белогорье
- Виньковцы → Затонск → Виньковцы
- Торфоразроботка → Лозовое
- Межибоже → Меджибож
- Наркевичи → Ясное → Наркевичи
- Летновцы → Новая Ушица
- Синява → Старая Синява
- Ушица → Старая Ушица
- Камень → Челганский Камень → Челган → Теофипиль → Теофиполь
- Чёрный Городок → Чёрный Остров
- Ямполь → Янушполь → Ямполь

### ПгтЧеркасской области
- Яворовец → Яворец → Верхнячка
- Калниболото → Катеринополь
- Слобода → Цветково

### ПгтЧерниговской области
- Ладан (Прилукский район)
- Дегтяри (Сребнянский район)
- Березий → Березна
- Варин → Варва
- Линовицы → Линовица
- Мильники → Григоровка
- Козел → Михайло-Коцюбинское
- Сновск → Сновенск → Сновейск → Седнов
- Серебряный → Сребное
- Хоробор → Короп

### ПгтЧерновицкой области
- Берегомет-над-Сиретом → Берегомет
- Глубокая → Адинката → Глубокая
- Келменцы → Келмешты → Келмещий → Кельменцы
- Красная → Красная Путна и Красная Ильского → Красноильск
- Путилов → Стороне-Путила → Путила